# 伯格曼MG15nA輕機槍
伯格曼MG 15是1915年的MG 15 n.A.輕機槍在第一次世界大戰期間的生產型號。它使用100或200發的彈鏈供彈。此槍也裝有兩腳架以使射擊更精準。

## 使用國
- 中華民國：軍閥割據時代期間，引入了M1910型。[1]
- 德意志帝國
- 奥斯曼帝国